# العلاقات اللاوسية الموريتانية
العلاقات اللاوسية الموريتانية هي العلاقات الثنائية التي تجمع بين لاوس وموريتانيا.

## مقارنة بين البلدين
هذه مقارنة عامة ومرجعية للدولتين:
| وجه المقارنة                                              | لاوس        | موريتانيا                 |
| --------------------------------------------------------- | ----------- | ------------------------- |
| المساحة (كم2)                                             | 236.80 ألف  | 1.03 مليون                |
| عدد السكان (نسمة)                                         | 6.86 مليون  | 4.42 مليون                |
| الكثافة السكانية (ن./كم²)                                 | 28.97       | 4.29                      |
| العاصمة                                                   | فيينتيان    | نواكشوط                   |
| اللغة الرسمية                                             | اللغة اللاو | اللغة العربية، لغة فرنسية |
| العملة                                                    | كيب لاوي    | أوقية موريتانية، أوقية ‏   |
| الناتج المحلي الإجمالي (بليون دولار)                      | 16.85 مليار | 5.02 مليار                |
| الناتج المحلي الإجمالي (تعادل القوة الشرائية) بليون دولار | 38.71 مليار |                           |
| الناتج المحلي الإجمالي الاسمي للفرد دولار أمريكي          | 1.82 ألف    |                           |
| الناتج المحلي الإجمالي للفرد دولار أمريكي                 |             | 3.91 ألف                  |
| مؤشر التنمية البشرية                                      | 0.575       | 0.506                     |
| رمز المكالمات الدولي                                      | +856        | +222                      |
| رمز الإنترنت                                              | .la         | .mr                       |
| المنطقة الزمنية                                           | ت ع م+07:00 | 00                        |

## منظمات دولية مشتركة
يشترك البلدان في عضوية مجموعة من المنظمات الدولية، منها:
| علم المنظمة | اسم المنظمة                        | تاريخ انضمام لاوس | تاريخ انضمام موريتانيا |
| ----------- | ---------------------------------- | ----------------- | ---------------------- |
|             | منظمة حظر الأسلحة الكيميائية       | ?                 | ?                      |
|             | البنك الدولي للإنشاء والتعمير      | 5 يوليو 1961      | 10 سبتمبر 1963         |
|             | الأمم المتحدة                      | 14 ديسمبر 1955    | 27 أكتوبر 1961         |
|             | منظمة الشرطة الجنائية الدولية      | ?                 | ?                      |
|             | وكالة ضمان الاستثمار متعدد الأطراف | 5 أبريل 2000      | 8 سبتمبر 1992          |
|             | يونسكو                             | 9 يوليو 1951      | 10 يناير 1962          |
|             | مؤسسة التنمية الدولية              | 28 أكتوبر 1963    | 10 سبتمبر 1963         |
|             | مؤسسة التمويل الدولية              | 29 يناير 1992     | 29 ديسمبر 1967         |